# Sepsiszentgyörgy
Sepsiszentgyörgy (románul Sfântu Gheorghe, szászul Gergen, németül Sankt Georgen) magyar többségű város Romániában, Erdélyben, Kovászna megyében. Háromszék legjelentősebb városa, s egyben székvárosa, 1876 és 1918 között Háromszék vármegye, 1968 óta Kovászna megye székhelye. 1880-ban Szemerját csatolták hozzá; ma Kilyén, Szotyor és Sugásfürdő is ide tartozik.

## Fekvése és domborzata
Erdély délkeleti szögletében, a Keleti-Kárpátokban, az Alsó-Háromszéki medencében, Brassótól 33 km-re északkeletre, Bukaresttől 198 km-re északra, Kolozsvártól 250 km-re délkeletre, az Olt két partján fekszik. Átlagos tengerszint feletti magassága 520–580 m. A város egy 10 négyzetkilométeres területen fekszik, nem számítva az ide tartozó Kilyén, Szotyor és Sugásfürdő településeket.

## Éghajlat
Az alábbi táblázat az 1971–1990 közötti időszak adatait foglalja magába.
| Hónap                                                                              | Jan. | Feb. | Már. | Ápr. | Máj. | Jún. | Júl. | Aug. | Szep. | Okt. | Nov. | Dec. | Év   |
| ---------------------------------------------------------------------------------- | ---- | ---- | ---- | ---- | ---- | ---- | ---- | ---- | ----- | ---- | ---- | ---- | ---- |
| Átlagos max. hőmérséklet (°C)                                                      | 0,1  | 2,6  | 8,4  | 14,9 | 20,1 | 22,6 | 24,2 | 24,2 | 20,3  | 15,9 | 7,4  | 2,1  | 13,6 |
| Átlagos min. hőmérséklet (°C)                                                      | −8,8 | −7,2 | −2,4 | 1,9  | 6,9  | 9,8  | 10,9 | 9,8  | 6,6   | 1,6  | −2,1 | −6,0 | 1,8  |
| Átl. csapadékmennyiség (mm)                                                        | 24   | 19   | 26   | 44   | 67   | 78   | 82   | 82   | 48    | 25   | 20   | 24   | 537  |
| Forrás: Administraţia Naţională de Meteorologie (Országos Meteorológiai Szolgálat) |      |      |      |      |      |      |      |      |       |      |      |      |      |

## Régebbi nevei
- 1332 – Sacerdos de Sancto Georgio, Sanctus Georgius, Georgiopolis
- 1412 – Zenthgywrgh
- 1415 – Sanctus Georgius, Sentgewrgh
- 1427 – Zenthgeurgh
- 1439 – Zenth Georgi
- 1461 – oppidum Zenth Gewrg
- 1463 – Zenthgergy
- 1477 – Zenth Gyewrgh
- 1492 – Zenthgijewrgh, Sepsij Zenth Gyewrgh, civitas Zenth Gijergh, Zenthgijergh
- 1508 – oppidum Zenthgewrgh
- 1514 – Zenth Gijewrgh
- 1515 – Sepsi Zenthghewrgh
- 1519 – poss. Zenthghijewrgh
- 1520 – oppidum nostrum Sepsi Zenthghewrgh, Sepsi Zenth-Gewrgh, oppidum Chijik-Zenthgyewrgh
- 1567 – Zenthgeorgj
- 1593 – Sepsy Zenthgeorgij
- 1595 – Sepsi Szentgyörgy
- 1604 – Sepsi Szent Gyeorgy
- 1611 – Sepsi-Szent György
- 1662 – Szent György
- 1689 – Sepsiszentgyörgy
- 1850 – Szint George
- 1854 – Sepsi-Szent-György, Sepsi-Sîn-Jiorz[6]

## Története
Az Epres-tetőn dák temetkezőhely, a vártemplom területén 10. századi telep maradványai kerültek elő. A mai várost 1332-ben ’’Sancto Georgio’’ néven említik. Már korán vásártartási jogot szerzett, melyet 1520-ban II. Lajos kibővített.

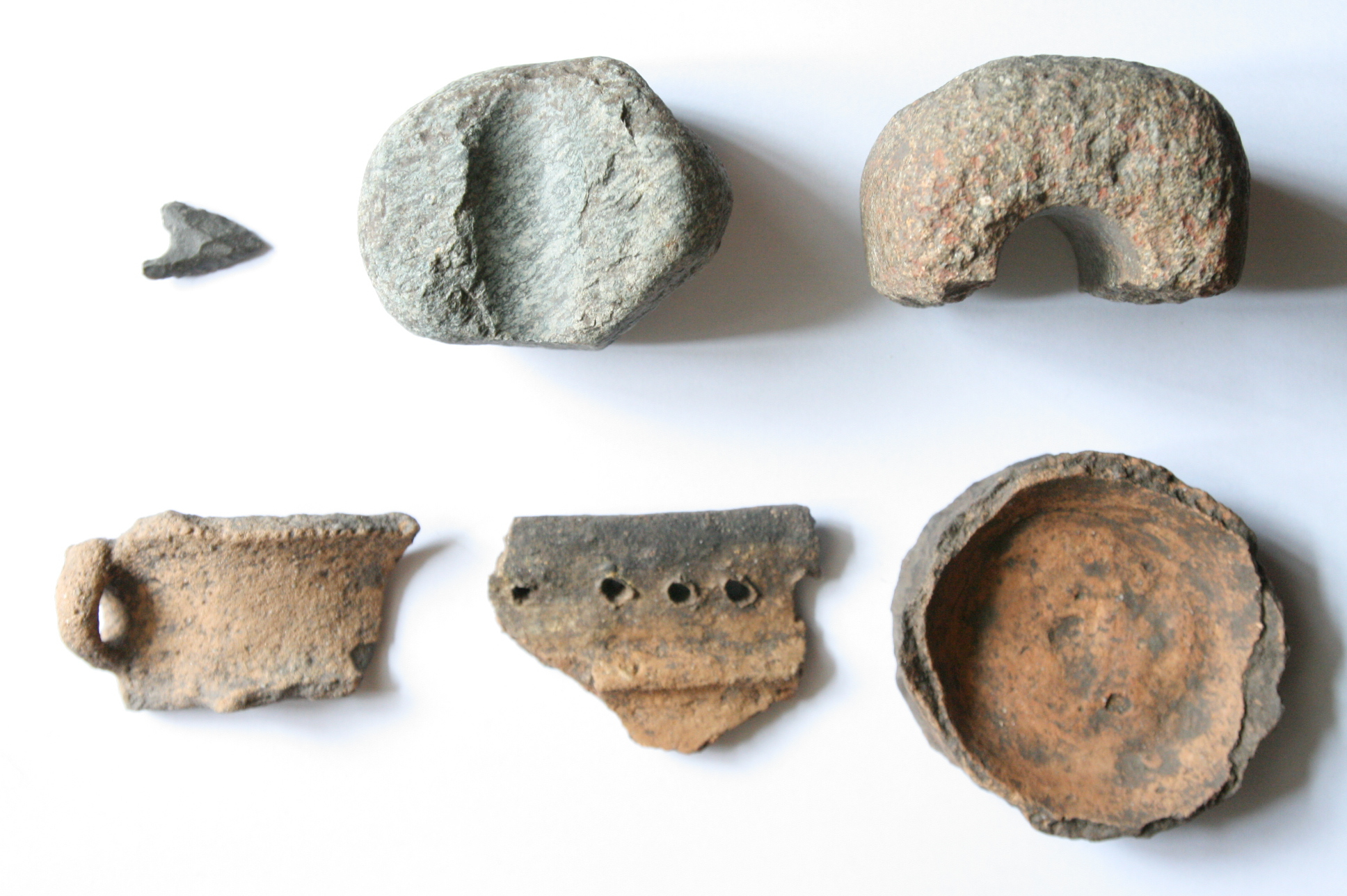
Kőkori tárgyak a város pereméről

1417. április 28-án Zsigmond király is meglátogatta, ő emelte városi rangra is. 1461-ben mezővárosként említik. A református templom elődje egy középkori, Szent Györgynek szentelt plébániatemplom volt. Erre épült a 14-15. században a mai templom, melyet Daczó Pál 1547-ben templomerőddé építtetett át, ekkor készült a belsővár fala is. Külső erődöve valószínűleg 17. századi volt, a 20. század elején bontották le. 1658-ban a tatárok, 1661-ben a törökök vették be, falait 1728-ban, és 1738-ban földrengés pusztította, tornya leomlott, és 1761-ben újjá kellett építeni. Mária Terézia 1764-ben kiadott rendelete a székelyeket kötelező határőrségi szolgálatra kötelezte, a várost pedig a huszár határezred állomáshelyévé nevezte ki. A határvédelmi funkció terheket rótt a lakosságra, de pozitív hatásaként megjelentek az ezt biztosító intézmények, s beindulhatott a helység urbanizálódása.
1802-ben a földrengés a templomot is megrongálta, harangtornya ismét leomlott, mai tornya 1829-ben épült. A vártemplom cintermében több 48-as honvédtiszt sírja található. A város sok évszázados létének legdicsőségesebb korszaka az 1848-49-es szabadságharc idejére esik. 1848. november 16-án a székház dísztermében Gábor Áron bátor és határozott fellépésének köszönhetően kimondják Háromszék fegyveres önvédelmi harca megkezdésének szükségességét.
„Itt volt azon a világtörténelemben páratlanul álló jelenet, midőn ezen kis terület maroknyi népsége a szabadság szellemétől lelkesülten egy birodalom győztes hadseregének dobta oda a keztyüt, és itt gyült egybe 13 nappal később azon kis csapatja a hősöknek, mely ezen határozatot érvényre emelé s harangjaiból öntött ágyuival, önteremtett fegyverzettel és lőporral síkra szállt, és rendezett hadseregekkel szemben győzelmesen oltalmazta meg e szék területét minden ellenséges invasiotól.” 1849. július 5-én határában vívta Gál Sándor kicsiny csapata élethalálharcát a többszörös orosz túlerővel. Sírjuk a Gidófalva felé vezető út melletti halom alatt van. A hagyomány szerint a város nyugati oldalán emelkedő Őrkő hegy aljában végezték ki Bartalis Ferenc és Váradi József székely mártírokat, a Makk-féle összeesküvés résztvevőit. A kivégzés helyén ma emlékmű áll.
1910-ben 8665 lakosa volt. 1992-ben 68 359 lakosából, 51 073 magyar és 15 994 román volt.

## Népessége

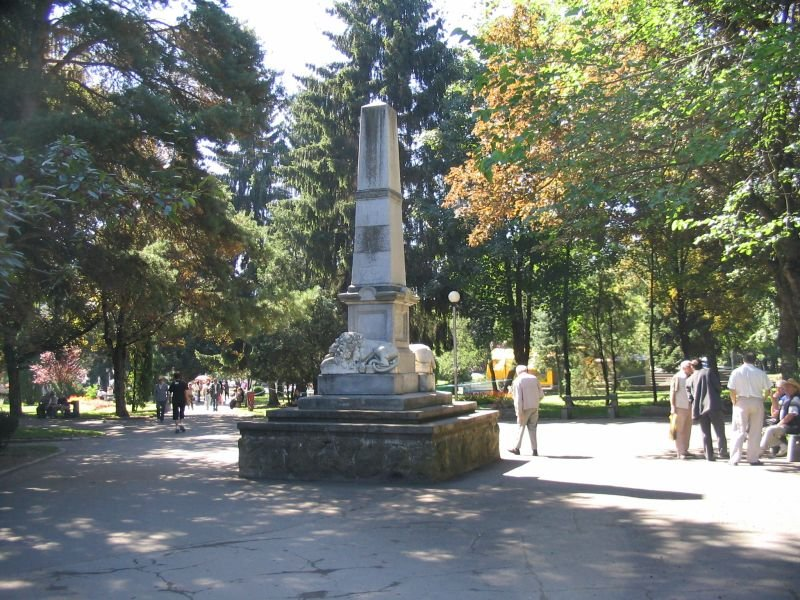
A parkban lévő '48-as emlékmű

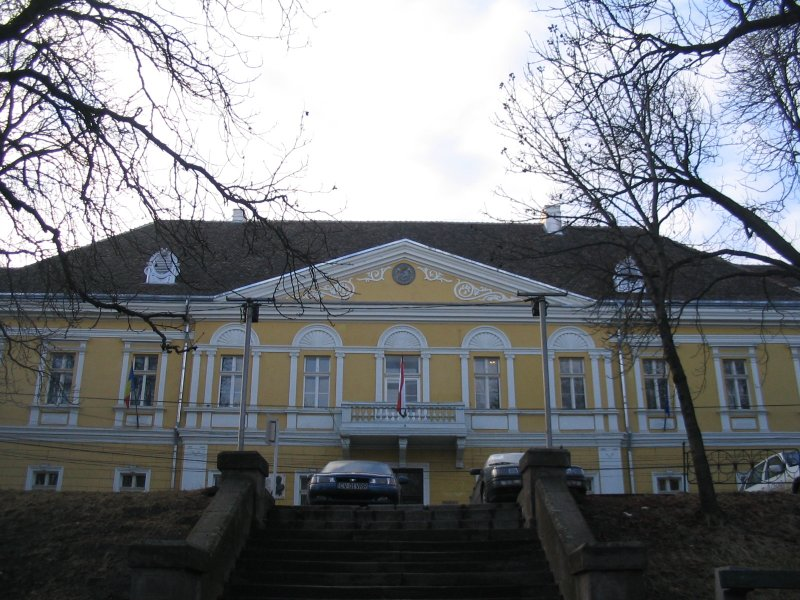
A Bod Péter Megyei Könyvtár

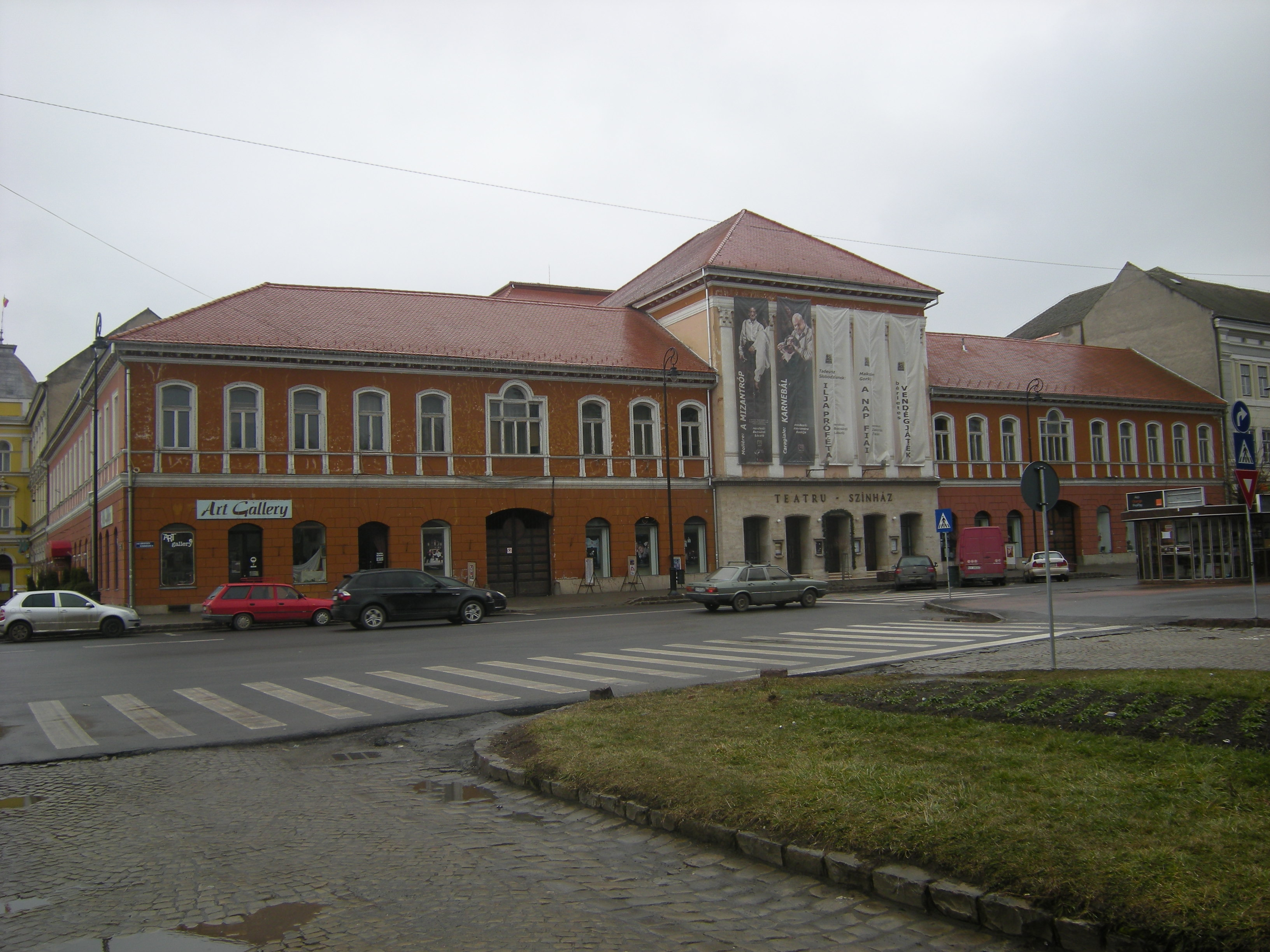
Tamási Áron Színház

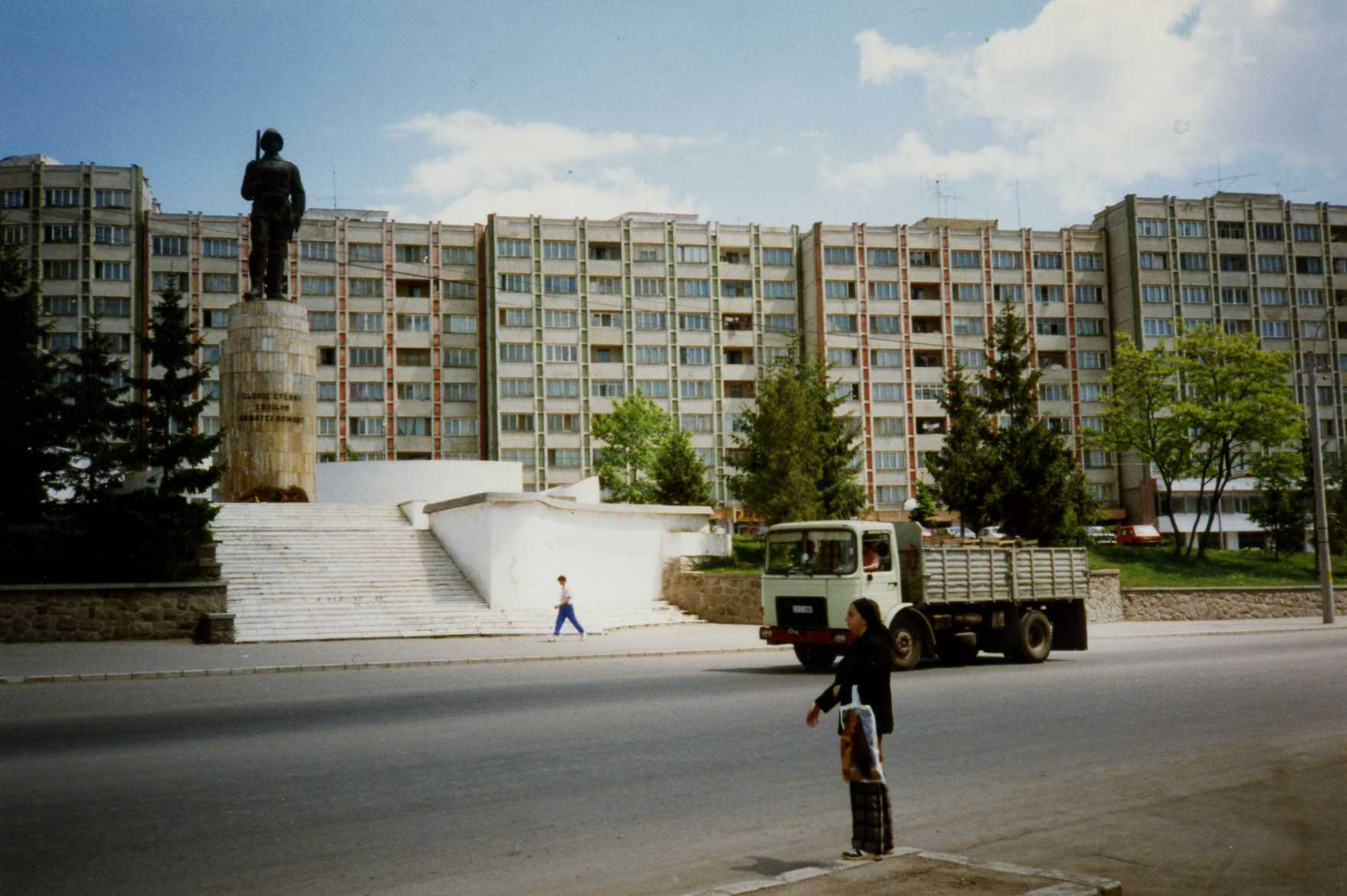
Lakótelep

2002-ben 61 512 lakosából 46 121 magyar (74,9%) és 14 131 (22,9%) román volt. Sepsiszentgyörgy Románia legnépesebb magyar többségű települése.

### Népességváltozás
Sepsiszentgyörgy népességének változása az 1850 és 2011 közötti időszakban:
| Év   | Népesség (fő) |
| ---- | ------------- |
| 1850 | 2 302         |
| 1880 | 5 268         |
| 1890 | 5 665         |
| 1900 | 7 131         |
| 1910 | 8 665         |
| 1920 | 11 189        |
| 1930 | 10 818        |
| 1941 | 14 365        |
| 1956 | 17 638        |
| 1966 | 20 768        |
| 1977 | 39 524        |
| 1992 | 67 220        |
| 2002 | 60 389        |
| 2011 | 54 312        |

### Etnikai megoszlás
Nemzetiségi összetétel százalékban 1850 és 2011 között:
| Év   | Magyar | Román | Német | Zsidó | Roma |
| ---- | ------ | ----- | ----- | ----- | ---- |
| 1850 | 89,8   | 0,5   | 1,4   | 5,7   | 2,6  |
| 1880 | 97,4   | 0,6   | 1,1   |       |      |
| 1890 | 96,7   | 0,7   | 1,6   |       |      |
| 1900 | 98,1   | 0,7   | 1,0   |       |      |
| 1910 | 96,5   | 1,2   | 1,8   |       |      |
| 1920 | 83,5   | 11,9  | 1,8   | 2,5   |      |
| 1930 | 77,3   | 18,7  | 1,9   | 1,0   |      |
| 1941 | 96,8   | 0,6   | 1,2   | 0,2   | 0,9  |
| 1956 | 85,7   | 12,9  | 0,6   | 0,4   | 0,2  |
| 1966 | 85,4   | 12,3  | 0,4   | 0,1   | 1,6  |
| 1977 | 82,9   | 14,6  | 0,4   | 0,1   | 1,9  |
| 1992 | 74,3   | 23,9  | 0,2   | 0,0   | 1,3  |
| 2002 | 74,5   | 23,4  | 0,2   | 0,0   | 1,5  |
| 2011 | 76,9   | 21,9  | 0,2   |       | 0,8  |

## Lélekszám, vallás, anyanyelv
1567: – Sepsij., 63 kapu
1786: – Háromszék megye, ház 103, lakos 645 (mezőváros)
1850: – Udvarhelyi katonai kerület, sepsiszentgyörgyi körzet, uzoni alkörzet, ház 495, lakos 2302 (mezőváros)
- nemzetiség: 1716 magyar, 422 román, 60 cigány, 56 zsidó, 17 német, 15 szász, 16 egyéb
- vallás: 1403 ref, 453 gka, 347 rka, 56 izr, 29 unit, 14 ev
1873: – Három szék, kiváltságos mezőváros, ház 712, terület 6329 kh.,
- lakos 4366 magyar, román
1880: – Háromszék megye, r.t.v., ház 931, lakos 5268
- anyanyelv: 4986 magyar, 74 német, 31 román, 7 szlovák, 170 egyéb
- vallás: 3499 ref, 928 rka, 465 gk, 152 unit, 134 izr, 85 ev, 5 gka
1910: – Háromszék vm., r.t.v., ház 1492, terület 9383 kh., lakos 8665
- anyanyelv: 8361 magyar, 158 német, 108 román, 21 szlovák, 1 rutén, 1 horvát, 15 egyéb
- vallás: 4953 ref, 2247 rka, 451 gk, 383 izr, 312 unit, 197 ev, 117 gka, 5 egyéb
1920: – jud. Treiscaune, oras, ház 1329, terület 9383 kh., lakos 11.189
- 9345 magyar, 1337 román, 28 zsidó, 198 német, 29 egyéb
1930: – jud. Trei-Scaune, oras, lakos 10.818
- anyanyelv: 8357 magyar, 2020 román, 206 német, 106 jiddis, 47 orosz, 25 rutén, 18 bolgár, 14 szlovák (cseh), 3 délszláv, 2 lengyel, 20 egyéb
- vallás: 5120 ref, 2424 rka, 1865 gk, 405 gka, 399 unit, 378 izr, 201 ev, 3 örmény ortodox, 2 bapt, 1 adv, 20 egyéb
1941: – Háromszék vm., megyei város, ház 2321, terület 9193 kh., lakos 14.365
- anyanyelv: 13.922 magyar, 234 német, 88 román, 82 cigány, 13 szlovák, 4 horvát, 3 jiddis, 2 bunyevác, 2 vend, 15 egyéb
- vallás: 7579 ref, 4977 rka, 686 unit, 413 ev, 400 izr, 145 gka, 141 gk, 22 bapt, 2 egyéb
1992: – Kovászna megye, megyeszékhely, 68.359 lakos
- nemzetiség:
51.073 magyar (74,71),
16.092 román (23,54),
153 német (0,22),
886 cigány (1,30),
155 egyéb (0,23)

## Vallás

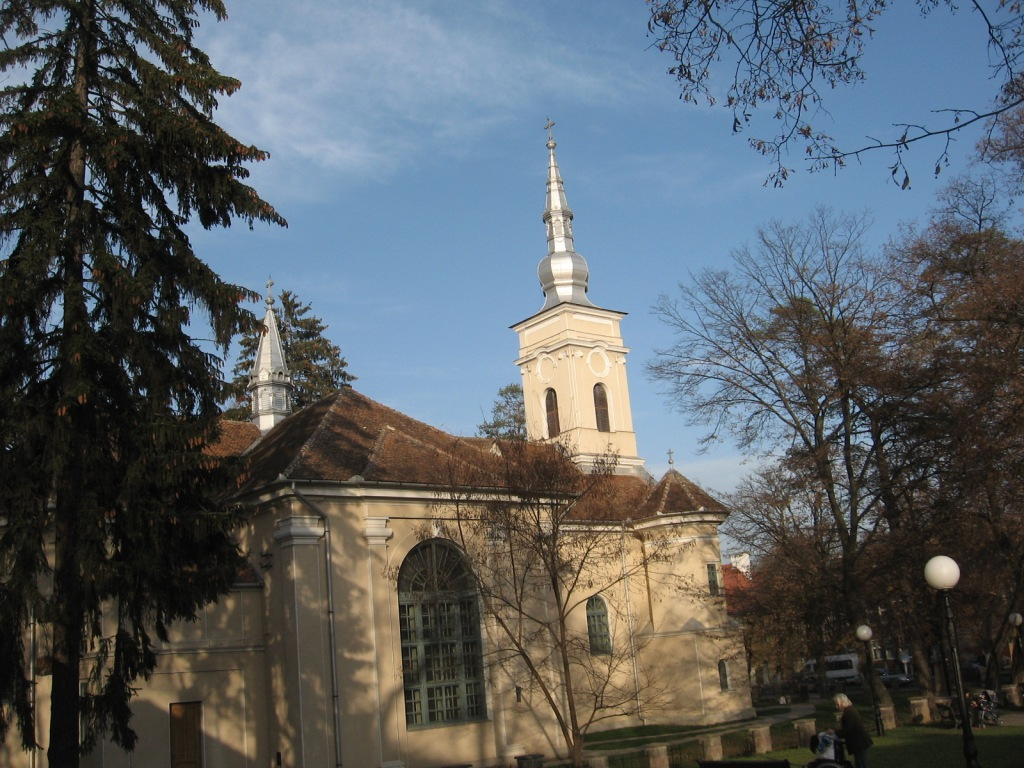
A parkban található Szent József Római Katolikus templom

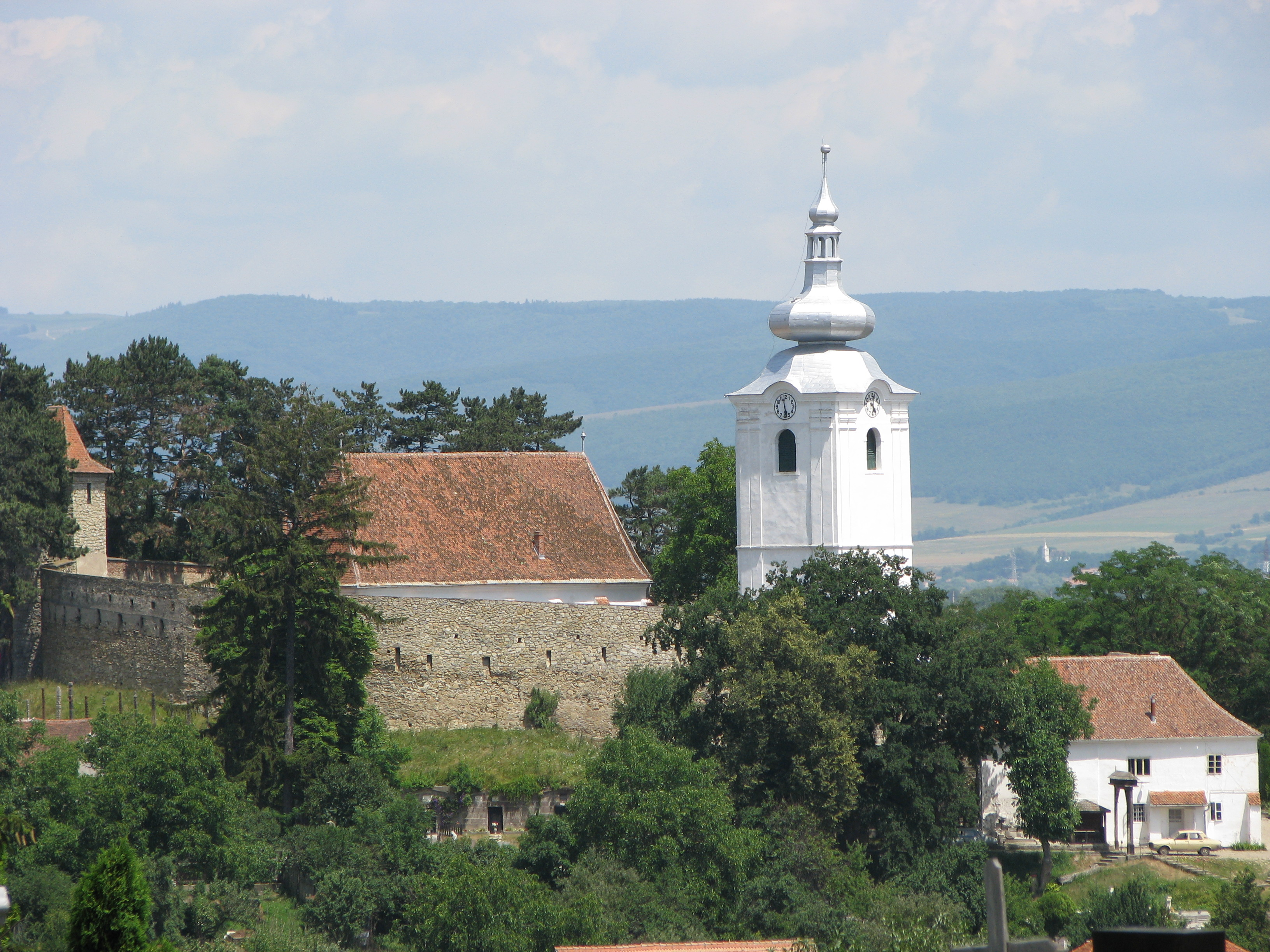
Református Vártemplom

Sepsiszentgyörgyön a 2002-es népszámláláskor 22 805 református, 20 507 római katolikus, 12 532 ortodox, 3485 unitárius, 881 evangélikus, 300 adventista, 133 görögkatolikus és 13 izraelita lakos volt bejegyezve a város nyilvántartásába.
Sepsiszentgyörgy municípiumban található templomok listája:
- Sepsiszentgyörgy:
  - Református vártemplom
  - Belvárosi református templom
  - Szemerja negyedi református templom
  - Gyöngyvirág utcai református templom
  - Szent József római katolikus templom
  - Szent Benedek római katolikus templom
  - Krisztus király római katolikus templom
  - Szent Gellért római katolikus templom
  - Mária Világ Királynője katolikus templom
  - Szent Miklós és Szent György ortodox főtemplom
  - Angyali üdvözlet ortodox templom
  - Evangélikus templom
  - Unitárius templom
  - Hetedik Napot Ünneplő Adventista imaház (A és B; román és magyar gyülekezet)
  - Baptista imaház
  - Jehova Tanúi Királyságterme
- Kilyén:
  - Református templom
  - Ortodox templom
  - Római katolikus templom
  - Unitárius templom (13. sz.)
- Szotyor:
  - Református templom

## Közigazgatás

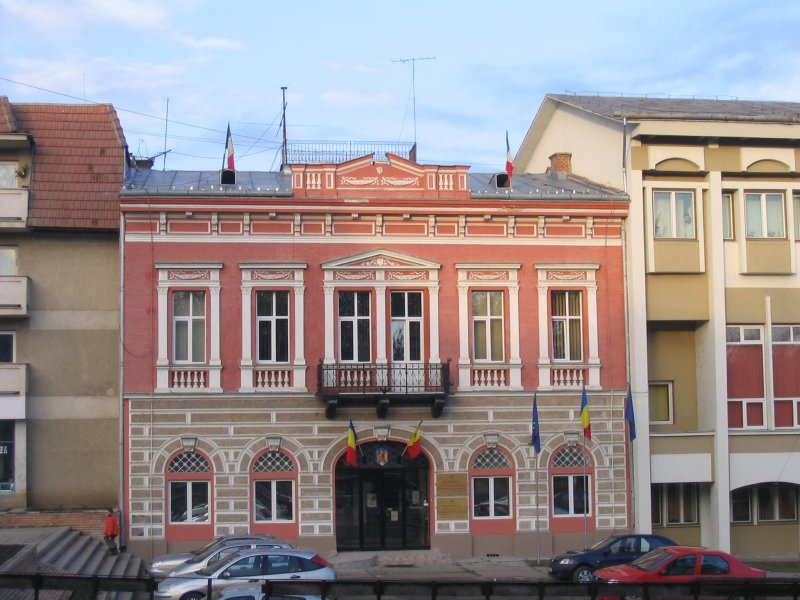
Fogolyán ház. Ma a Prefektúrának ad otthont

- Ivóvízhálózatok hossza: 90 km.[11]

### A városhoz kapcsolt települések
Szotyor (románul Coșeni) Sepsiszentgyörgytől 6 km-re délre az Olt bal oldali teraszán fekszik.

#### Története
1448-ban Zwtjyor néven említik először. Mai templomától északra feküdt régi lebontott erődített temploma, amely 1463-ban már állt. Ezt bizonyítja a mai református templomban található harang felirata is: O REX GLORIAE VENI CUM PACE 1427. A mai templom 1825-ben épült. Határában széntelepek vannak és kénes gyógyvizek törnek fel. 1910-ben 423, túlnyomórészt magyar lakosa volt. A trianoni békeszerződésig Háromszék vármegye Sepsi járásához tartozott. 1992-ben 497 lakosából 479 magyar és 18 román volt.
Kilyén (románul Chilieni, németül Kilön) Sepsiszentgyörggyel csaknem szemben az Olt bal partján fekszik.
Ősidők óta lakott hely. Az Egrestő területén bronzkori, római kori és 12. századi telepek nyomaira bukkantak. A mai falut 1334-ben említik Kylien alakban. 1910-ben 500, túlnyomórészt magyar lakosa volt. A trianoni békeszerződésig Háromszék vármegye Sepsi járásához tartozott. 1992-ben 622 lakosából 617 magyar és 5 román volt.

#### Látnivalók
- Unitárius temploma 13. századi eredetű, 1334-ben már plébániatemplom, 1497-ben gótikus stílusban átépítették. Falain 1427-ből származó freskók láthatók: Szent László-legenda, Utolsó vacsora, Kánai menyegző. Rovásírásos emlék is található itt.
- Református temploma 1728-ban épült, 1914-ben tornyát javították.
- A 18. századból való Szilágyi-udvarházban középkori falképeket találtak.
- A Vajna-udvarházból mára csak az alapfalak maradtak.
- Székely-Potsa-kúria (épült 1820-as évek)
- Czakó-ház (1813), ma is lakóház
- Szilágyi-kúria (18. század)
- „Szent György nagy vértanú és Szent Miklós" ortodox székesegyház 1939-től 1983-ig épült. 1993-ban a székesegyházban létrehozták a Román Lelkiség Múzeumát. 2024. szeptember 28-án avatták fel Aurel Nistor főpap (1882-1974) mellszobrát. A moldovai szobrok szerzője Veaceslav Jiglițchi.[12]

Sugásfürdő (románul Băile Șugaș) Sepsiszentgyörgytől 8 km-re nyugatra fekvő fürdő és üdülőhely a Sugás-patak völgyében. Nevét a bükkerdők sugó-sussogó hangjáról kapta. Létét szénsavas-kénes ásványvízforrásainak köszönheti. A környéken 1851-ben fedezték fel az első gázkitörést, a fürdőtelep 1883-ban kezdett kiépülni, hasznosítására 1888-ban részvénytársaság alakult, 1899-ben már 500 látogatója volt. Hideg fürdőmedencéje 1923-ban épült. A trianoni békeszerződésig Háromszék vármegye Sepsi járásához tartozott.

## Kultúra
A kulturált szórakozást és művelődést szolgálta az 1854-ben alapított Olvasó Egylet, majd az 1855-ben létrehozott kaszinó. A jótékony szeretetszolgálat céljait tekintette elsőrendű feladatának az 1878ban megalakult nőegylet. Ugyanezt a hivatást töltötte be az 1889-ben létesített és 1897-ben önálló épülethez jutó szegények menedékháza. 1893-ban az impozáns épület elkészültével megnyílt az Árvafiú Szeretetház is.
1874-ben nyomdát alapítottak, 1882-ben immár a nagyobb és igényesebb Jókai nyomda kezdte el működését. 1874-ben a Brassóból Sepsiszentgyörgyre áttelepített Nemere című lap jelent meg, ennek helyét 1883-ban a Székely Nemzet vette át, 1906-tól pedig 1944-ig a város közönségét a Székely Nép tájékoztatta.
A város művelődési életének külön színfoltja a színjátszás története. Az úgynevezett Bálház, a Daczó család bérháza volt és az első épület, amely hajlékot adott a vándor színtársulatoknak 1851-ig. Jelentős eseménynek számított a város kulturális életében, amikor 1899-ben a városháza épületében elkészült Kolozsvár és Dés után Erdély harmadik állandó színházterme. A városban az első műkedvelő együttes 1865-ben alakult, állandó színtársulat pedig 1948-tól létezik.

### Kulturális közintézmények
Sepsiszentgyörgy kulturális életének közintézményei:
- Andrei Mureşanu Színház
- Árkosi Művelődési Központ
- Bod Péter Megyei Könyvtár
- Háromszék Táncegyüttes
- Keleti Kárpátok Múzeuma
- Kovászna Megyei Művelődési Központ
- Kónya Ádám Művelődési Ház
- Lábas Ház
- M Studio Mozgásszínház
- Székely Nemzeti Múzeum
  - Gyárfás Jenő Képtár
  - Erdélyi Művészeti Központ (EMüK), kortárs képzőművészeti múzeum rendeltetéssel alakult meg 2012-ben[15]
  - Magma Kortárs Művészeti Kiállítótér
- Tamási Áron Színház
  - Cimborák Bábtagozat

2006. november 26-i megnyitása óta a város művelődési életét színesítik a Bukaresti Magyar Kulturális Központ sepsiszentgyörgyi regionális fiókintézete által szervezett rendezvények is.

### Kulturális területen tevékenykedő civil szervezetek
- Anyanyelvápolók Erdélyi Szövetsége[17]
- Cabiria Egyesület[17]
- E.R.SZ.I. (Erdélyi Rendezvényszervező Iroda) Egyesület[17]
- ETNA Alapítvány[17]
- Eufónia Kulturális Egyesület[17]
- Georgius Egyesület[17]
- Guzsalyas Alapítvány[17]
- Gyárfás Jenő Műkedvelő Képzőművészek Egyesülete[17]
- Háromszéki Mikes Kelemen Közművelődési Egyesület[17]
- Jókainé Laborfalvi Róza Alapítvány[17]
- Koréh Endre Kulturális Egyesület[17]
- Lajtha László Alapítvány[17]
- Mandala Ifjúsági Kulturális Egyesület[17]
- Míves Egyesület[17]
- MUKKK Kulturális és Ifjúsági Egyesület[17]
- Parnasszus – sepsiszentgyörgyi irodalmi önképzőkör[17]
- Pál Utcai Fiúk Egyesület (P.U.F)
- Perkő Népitánc Egyesület[17]
- Pro Cultura Alapítvány[17]
- Pro Georgio Sancto Alapítvány[17]
- Pro Regio Siculorum Egyesület[17]
- Reménység Nyugdíjas Klub[17]
- Romániai Magyar Nemhivatásos Színházak Szövetsége – JÁDZÓ Társaság[17]
- Romániai Magyar Néptánc Egyesület[17]
- Romániai Magyar Táncszövetség – Sepsiszentgyörgyi Fiók[17]

## Oktatás

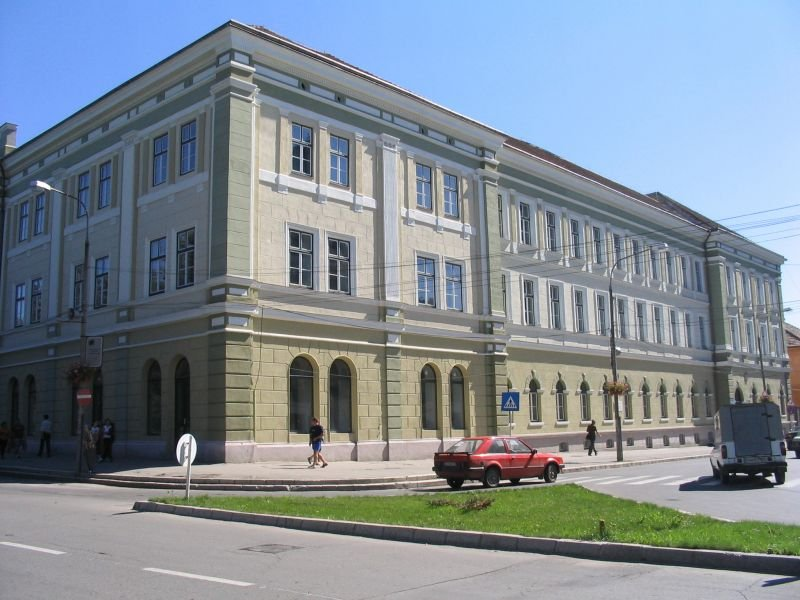
A Székely Mikó Kollégium

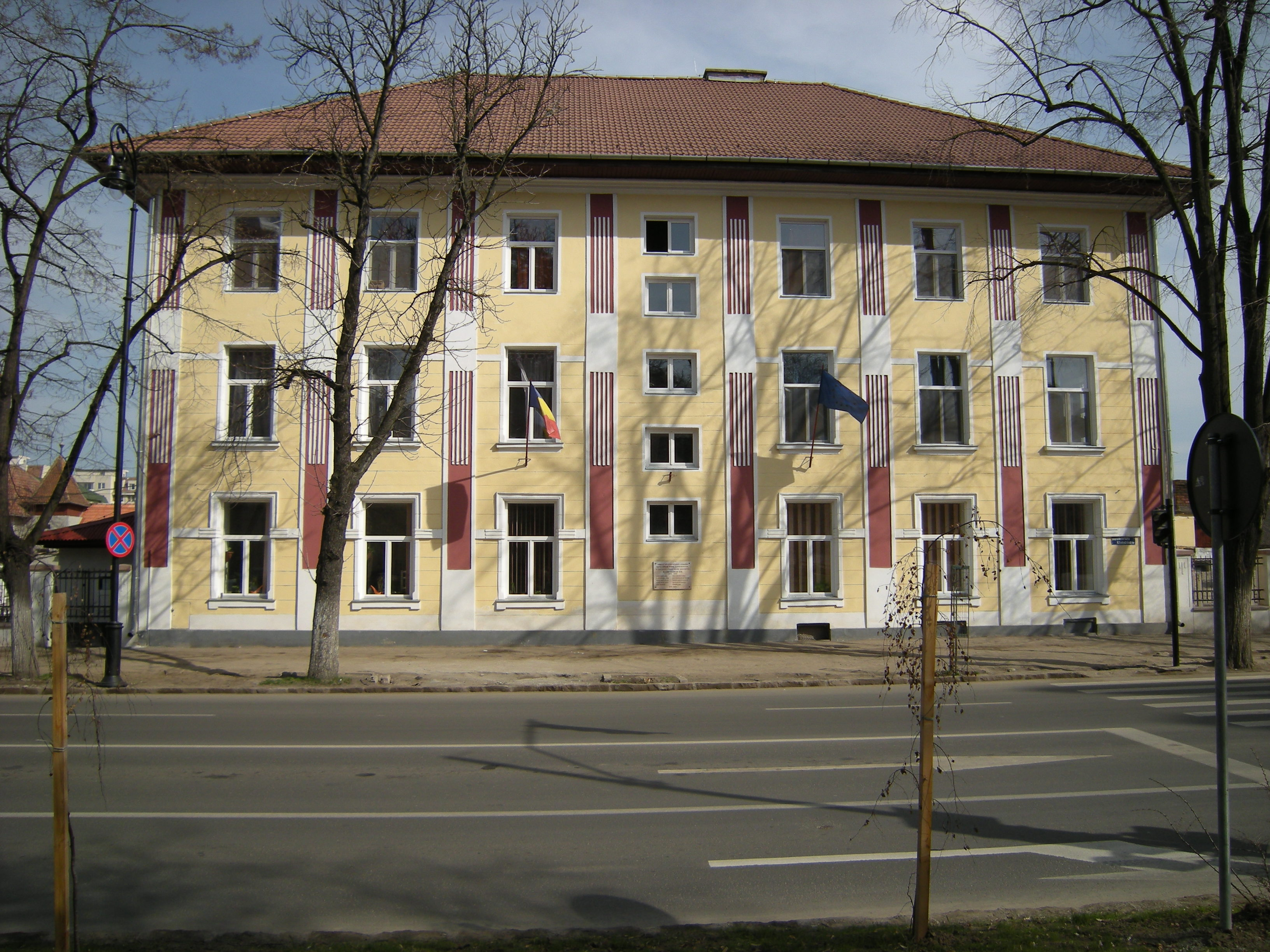
Lósy-Schmidt Ede szülőháza (ma a Constantin Brâncuși Szakközépiskola épülete)

Sepsiszentgyörgyön a 19. század közepéig hiányzott egy felsőbbfokú képesítést biztosító iskola. Ezt az űrt volt hivatott pótolni az 1859-ben alapított gimnázium. 1869-ben tervbe vették az állandó iskolaépület létrehozását. A közadakozás mellett a szükséges tőke legnagyobb részét gróf Mikó Imre 60 000 forintos adománya jelentette. Az intézmény a mecénás iránti tiszteletből a Székely Mikó Kollégium nevet kapta. 1893. szeptember 10-én avatták fel a főgimnázium épületét, és a tanév végén megtartották az első érettségi vizsgát. 1892-ben 50 növendékkel megkezdi működését Erdély egyetlen óvónőképző intézete, mely később Állami Tanítónőképzővé alakult. 1910-re elkészült a Wellenreiter sörgyár telkén (a mai Mihai Viteazul Líceum) a képző impozáns épülete.
Sepsiszentgyörgy közoktatása román és magyar nyelven is folyik, magába foglal 1 speciális, testi és szellemi fogyatékosok számára kialakított iskolát, 6 szakközépiskolát (amelyek gépészeti, villamossági, számítástechnológiai, textilipari, építőipari, művészeti, kereskedelmi és idegenforgalmi szakképzést nyújtanak) és 3 elméleti líceumot. Általános és középiskoláiban 8 636 diák tanult a 2020/21-es tanévben, amelyből 6 581-en (76,2%) magyarul végezték tanulmányaikat. A 2020/21-ben induló előkészítő osztályokban 511 kisdiák (81%) magyar tannyelven kezdte meg az évet.
A városban a felsőoktatás is jelen van, hiszen a Babeș–Bolyai Tudományegyetemnek is (menedzserképző és közigazgatási hivatalnokképző tagozatai működnek, az évfolyamok létszáma 135, 105 és 87) és a Spiru Haret Egyetemnek is van kihelyezett tagozata. A Babeș-Bolyai Tudományegyetemnek most készül a különálló épülete, amelyet a közeljövőben fognak átadni.
2015. szeptember 14.-én a Sapientia Erdélyi Magyar Tudományegyetem a Marosvásárhelyi kar kihelyezettségeként elindította agrármérnöki szakját az eredetileg Kós Károly által tervezett, de egyszerűsített formában felépített volt Gámán János Szakközépiskola felújított épületében.

## Látnivalók
- Sepsiszentgyörgyi vár

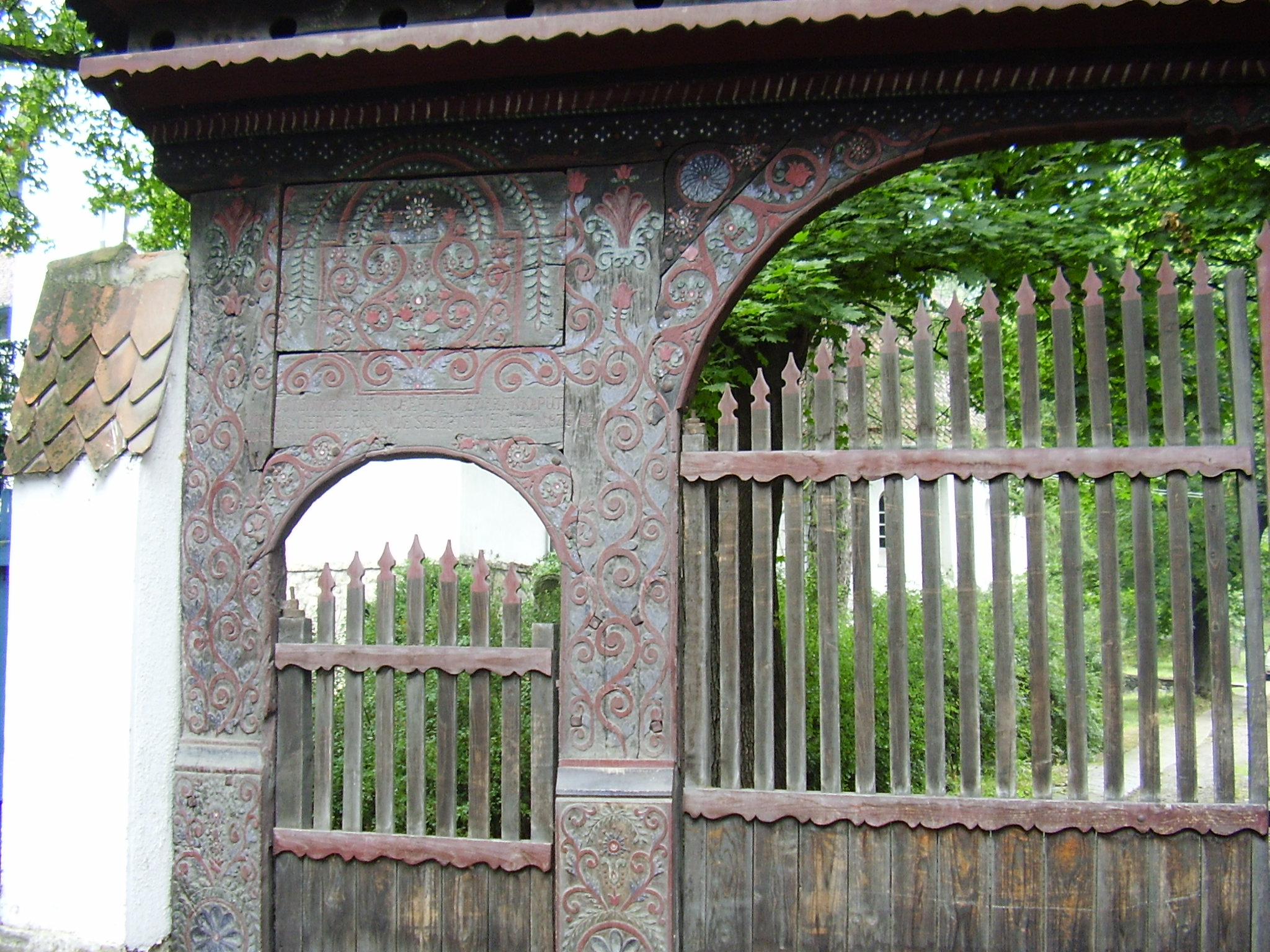
Székelykapu a Székely Nemzeti Múzeumnál

- A Beör-palota a XIX. században épült, neoklasszikus stílusban a Beör család rezidenciájanak, ma RMDSZ székház
- Református temploma középkori eredetű, egykor erődfal övezte.
- A Szent József római katolikus templom egy 1786-ban épített kis templom helyén 1835-ben épült, 1895 és 1902 között teljesen megújították.
- 1868-ban a római katolikus temetőben a Bogdán család kis kápolnát építtetett. Itt van Tuzson János 48-as honvédőrnagy sírja is.
- A városban áll a Székely Nemzeti Múzeum Kós Károly tervezte 1912–13-ban épített épülete. A múzeumot 1879-ben alapították.
- Az egykori vármegyeháza 1832-ben, a Városháza 1854–56-ban épült.
- A színház 1868-ban épült.
- A Székely Mikó Kollégium 1866 és 1876 között és 1892-ben épült.
- A 48-as oroszlános emlékművet 1874-ben avatták.
- Unitárius temploma 1990–91-ben épült.
- Szent György ortodox templom[23]
- Új református temploma 1996-ban épült.
- A Debren-patak völgye felett emelkedő Gémvára őskori földvár lehetett, a bronzkorban is lakott hely, valószínűleg a török korban pusztult el.
- A Debren-patak jobb oldalán emelkedő Őrkő nevű sziklacsúcson egykor őrtorony, vagy kisebb erődítmény állott, mára nyoma sem maradt.
- 12 km-re északnyugatra, Réty falut elhagyva közvetlenül, jobbkéz felől látható a Rétyi Nyír természetvédelmi terület, valamint balról a millenniumi fenyves.

### Fesztiválok
- Szent György Napok
- Kűrtöskalács Fesztivál
- Sepsi Tabakó Festival

## Sportélete
Sepsiszentgyörgyön a legnépszerűbb sportág a labdarúgás.
2011-től a sepsiszentgyörgyiek szurkolhatnak a Sepsi OSK-nak, a nagypályás futballcsapatnak is. A Sepsi OSK szorgalmasan lépdelt át a bajnoki osztályokon, 2016-tól pedig már a román másodosztályban érdekelt. Miután a 2016–2017-es szezonban a román másodosztály 2. helyezettje lett, a csapat a 2017–18-as szezont történetében először a román első osztályban kezdheti meg. Miután a gárda sikerrel vette a szezont, a 9. pozícióval a 2018–19-es évet is a Liga I-ben töltheti el.
Sepsiszentgyörgyön a második legnépszerűbb sportág a női kosárlabda: a Sepsi SIC és elődje, a Sepsi BC, a román első osztályban szerepel, s többször kimagasló eredményt ért el (háromszoros bajnoki aranyérem, négyszeres kupagyőzelem, Európa Kupa-szereplés).
A teremlabdarúgás elitjében, melyben számos székely csapatot is találhatunk, a Sepsi FC rendszeresen dobogós helyen végez.
A női kézilabda-bajnokságban is szerepel egy szentgyörgyi csapat, a Sepsi SIC.
A csapatok otthona jelenleg a Szabó Kati Sportcsarnok, mely nagyjából ezer ember befogadására képes. A létesítmény a zágoni születésű, de Románia színeit képviselő Szabó Katalin tornász nevét viseli. 2011-ben bejelentette a város, hogy elkészült egy háromezer férőhelyes új sportcsarnok terve, s három-öt év múlva felépülhet a csíkszeredai városvégében.

## Média
| Írott sajtó                               | Rádió / TV                                              | Internet                                                                     |
| - Háromszék - Európai Idő - Székely Újság | - Sláger Rádió - Régió Rádió - Sepsi Rádió - Rádió GaGa | - impulzus.ro - sepsiszentgyorgy.ro - sepsiszentgyorgy.info - pluszportal.ro |

## Testvérvárosai
Sepsiszentgyörgy a következő városokkal van testvérvárosi viszonyban, legrégebben Veszprémmel, amely várossal szerteágazó kapcsolatot ápol:
| - Veszprém, Magyarország - Kiskunhalas, Magyarország - Ferencváros, Magyarország - Cegléd, Magyarország - Kecskemét, Magyarország - Alsónána, Magyarország (Szotyor testvértelepülése) - Sárpilis, Magyarország (Kilyén testvértelepülése) | - Kisbucsa, Magyarország - Mosonmagyaróvár, Magyarország - Sfântu Gheorghe (Duna-delta), Románia - Magyarkanizsa, Szerbia - Királyhelmec, Szlovákia - Givatajim, Izrael - Santa Cruz, Portugália - Szentes, Magyarország |

A következő városokkal pedig szoros kapcsolatot ápol:
- Balatonszentgyörgy, Magyarország
- Novoszibirszk, Oroszország